# Cantabrico
La zone Cantabrico est une zone de météorologie marine des bulletins larges de Météo-France située dans le Golfe de Gascogne. Elle s'étend au sud de 45°N et à l'est de 7°W, ceci jusqu'au côte espagnoles et françaises. Elle est bordée par les zones de :
- Finisterre à l'ouest
- Rochebonne au nord

Elle doit son nom à la Mer Cantabrique qui couvre son secteur sud.